# Monika Hrastnik
Monika Hrastnik, née le 7 juin 1994, est une coureuse cycliste slovène spécialiste de VTT de descente.
Elle fait partie du team Dorval AM Commencal, qui est un team élite UCI.

## Palmarès en VTT

### Championnats du monde
- Leogang 2020
  -  Médaillée de bronze de la descente
- Val di Sole 2021
  - 4e de la descente

### Coupe du monde
- Coupe du monde de descente
  - 2018 : 5e du classement général
  - 2019 : 11e du classement général
  - 2020 : 7e du classement général
  - 2021 : 7e du classement général
  - 2022 : 6e du classement général
  - 2023 : 4e du classement général
  - 2024 : 8e du classement général

### Championnats d'Europe
- Lousã 2018
  -  Championne d'Europe de descente
- Pampilhosa da Serra 2019
  -  Médaillée d'argent de la descente
- Maribor 2021
  -  Championne d'Europe de descente
- Maribor 2022
  -  Championne d'Europe de descente
- Les Menuires 2023
  -  Médaillée d'argent de la descente

### Championnats de Slovénie
- Championne de Slovénie de descente : 2015, 2017, 2018, 2020, 2021, 2022, 2023 et 2024
- Championne de Slovénie de four cross : 2015